# Napoleone Luciano Carlo Murat
Luciano Carlo Giuseppe Napoleone Murat, prince Français, principe di Napoli, II principe di Pontecorvo, III principe Murat (Milano, 16 maggio 1803 – Parigi, 10 aprile 1878), è stato un nobile e politico francese, e il sovrano Principe di Pontecorvo tra il 1812 e il 1815.
Era il secondogenito maschio di Gioacchino Murat (1767 – 1815) e di Carolina Bonaparte (1782 – 1839), sorella di Napoleone Bonaparte.

## Biografia

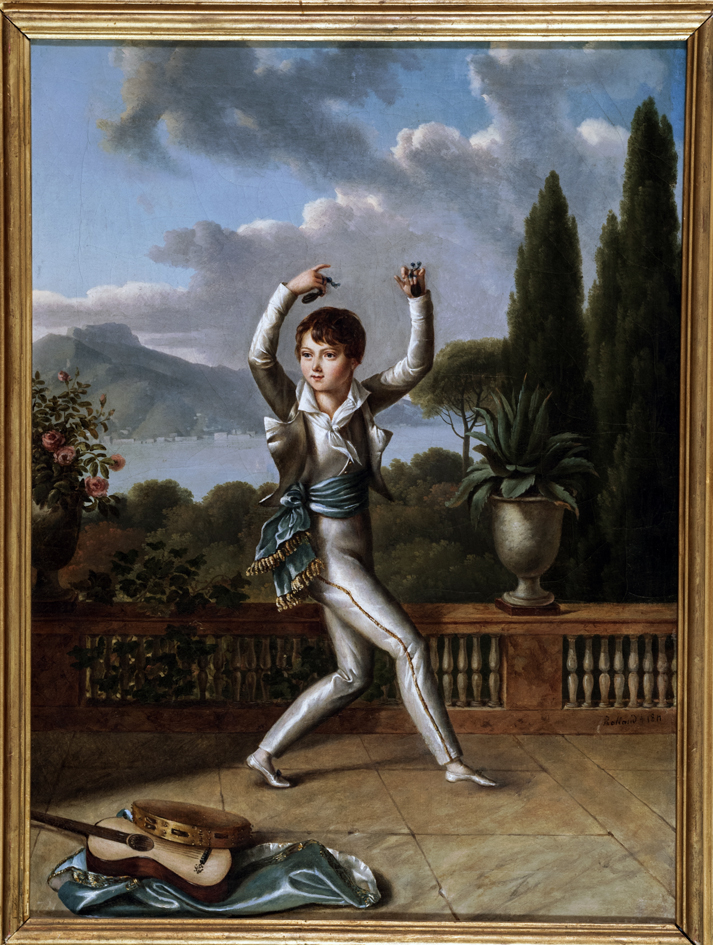
Dipinto del giovane Luciano Murat presente alla Reggia di Caserta, Rolland Benjamin, 1811

Crebbe a Napoli ove il padre era re, posto in trono dal cognato Napoleone Bonaparte (1808) in sostituzione di Giuseppe, fratello maggiore dell'imperatore, posto sul trono spagnolo. Dopo la perdita del trono (e della vita) da parte del padre, seguì la madre Carolina a Trieste e Venezia e nel 1824 s'imbarcò per gli Stati Uniti d'America per raggiungervi lo zio Giuseppe ed il fratello Achille, ma la nave su cui viaggiava fece naufragio ed egli fu condotto prigioniero in Spagna.
Liberato, raggiunse gli Stati Uniti ove, il 18 agosto 1831, sposò a Trewton (New Jersey) Caroline Georgina Fraser (Charleston, 1810 – Parigi,1879).
A causa di alcuni fallimenti negli affari si ridusse ad una situazione economica precaria, avendo come unica risorsa una scuola per giovani signorine tenuta dalla moglie.
Tornò due volte in Francia, nel 1839 e nel 1844, per poi stabilirvisi definitivamente nel 1848, allorché venne eletto deputato dell'Assemblea Costituente per il dipartimento francese di Lot e l'anno successivo deputato all'Assemblea Legislativa e membro del Comitato per gli Affari Esteri. Il 3 ottobre 1849 fu nominato Ministro plenipotenziario a Torino, carica che ricoprì per un anno. Fu quindi scelto come colonnello della Guardia Nazionale per la Banlieue di Parigi.
Diventato senatore a seguito del colpo di Stato del 2 dicembre 1851, condotto dal cugino e Presidente eletto Luigi Napoleone, ottenne dal medesimo, diventato nel frattempo imperatore, il titolo di Principe nel 1853.

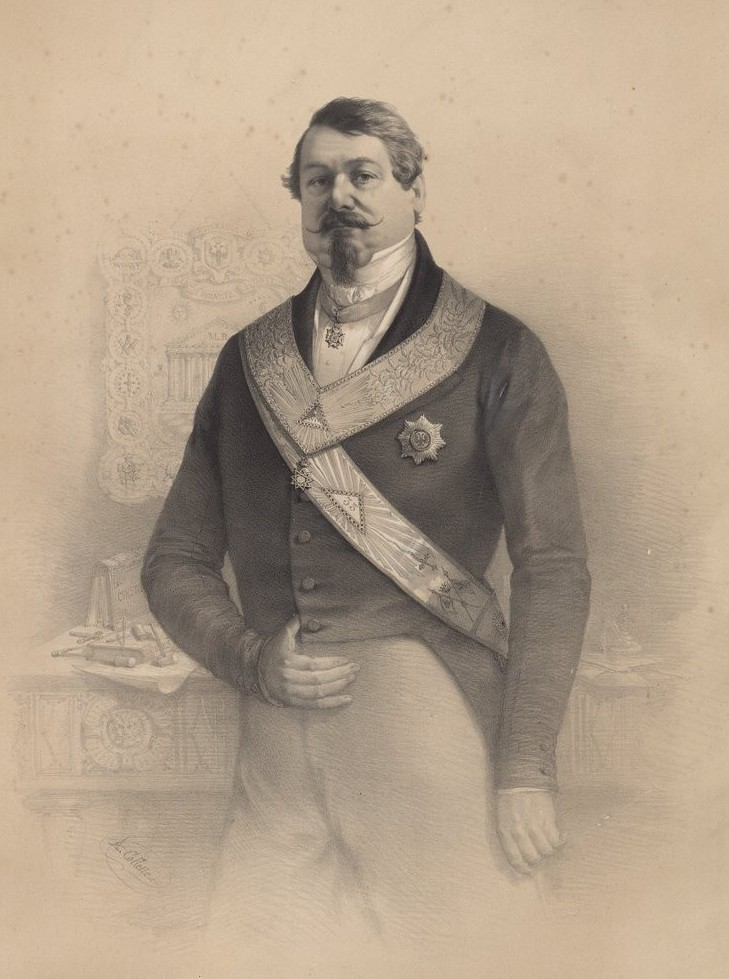
Luciano Murat con le insegne del 33º grado del Rito scozzese antico ed accettato

Massone, insignito del 33º grado del Rito scozzese antico ed accettato, l'indomani del colpo di Stato del 1851, i dignitari del Grande Oriente di Francia Berville e Desanlis, per salvare l'Obbedienza, proposero a Napoleone Luciano di diventarne Gran Maestro, carica che egli accettò e che tenne dal 1852 al 1861.
Fece votare la Costituzione del 1854 che dava al Gran Maestro ampi poteri e creò la Società civile per l'edificazione del Tempio della Massoneria francese.
Nel 1859 il principe Murat entrò in disaccordo con la maggioranza dei membri del Grande Oriente a proposito dell'Unità d'Italia e del potere temporale del Papa. A seguito di alcuni incidenti e su richiesta di Napoleone III, si dimise dalla carica di Gran Maestro il 29 luglio 1861 e gli successe il maresciallo Magnan.
Il base agli Accordi di Plombières, discussi da suo cugino Napoleone III e Camillo Benso, conte di Cavour, era stata balenata l'idea di affidargli, in caso di vittoria, la Corona del Regno delle Due Sicilie. Tuttavia i convulsi eventi che seguirono la Seconda Guerra d'Indipendenza e i termini dell'armistizio di Villafranca sancirono il naufragio del progetto dell'Imperatore dei francesi di sostituire l'influenza d'Oltralpe a quella austriaca sulla penisola italiana.

## Matrimonio e discendenza
Dalla moglie Georgina Fraser (1810-1879), Napoleone Luciano ebbe cinque figli :
- Carolina Letizia (Bordentown, 31 dicembre 1832 – Redisham Hall, 23 luglio 1902), che sposò in Parigi il 6 giugno 1850 il barone Charles de Chassiron (1818 – 1871), ebbero un figlio, Guy de Chassiron (1863-1932) ed in seconde nozze nel 1872 a Londra John Lewis Garden (1833 – 1892), un ricco americano; dal matrimonio non nacquero figli
- Gioacchino Giuseppe Napoleone, 4º principe Murat, 3º principe di Pontecorvo (Bordentown, 21 giugno 1834 – Château de Chambly, 23 ottobre 1901), maggiore generale dell'esercito francese, che sposò il 23 marzo 1854 Malcy Louise Caroline Berthier de Wagram (1832 – 1884), nipote in linea diretta del maresciallo Berthier, dalla quale ebbe 3 figli e, in seconde nozze, il 7 novembre 1894 a Parigi, l'inglese Lydia Hervey (1841 – 1901), matrimonio privo di figli
- Anna (Bordentown, 2 febbraio 1841 – Parigi, 7 settembre 1924), sposò il 18 dicembre 1865 Antoine Just Léon Marie di Noailles, VI duca di Mouchy, VI principe-duca di Poix (1841 – 1909), matrimonio con prole
- Carlo Luigi Napoleone Achille (Bordentown, 2 gennaio 1847 – Tschkaduachi, 2 febbraio 1895), sposò a Parigi il 13 maggio 1868 la principessa Salome Dadiani di Mingrelia (1848 – 1913) ed il matrimonio ebbe prole
- Luigi Napoleone (Parigi, 22 dicembre 1851 – ivi, 22 settembre 1912), sposò ad Odessa il 23 novembre 1873 Eudoxia Mikhailovna Somova (1850 – 1924), parente di Orest Somov, matrimonio con figli.

## Ascendenza
|                                |                           |                                | Genitori                   |  |  | Nonni |  |  | Bisnonni        |  |  | Trisnonni    |  |
|                                |                           |                                |                            |  |  |       |  |  | Guillaume Murat |  |  | Pierre Murat |  |
|                                |                           |                                |                            |  |  |       |  |  | Guillaume Murat |  |  | Pierre Murat |  |
|                                |                           | Catherine Badourès             |                            |  |  |       |  |  | Guillaume Murat |  |  |              |  |
| Pierre Murat-Jordy             |                           |                                |                            |  |  |       |  |  | Guillaume Murat |  |  |              |  |
|                                |                           | Marguerite Herbeil             | Bertrand Herbeil           |  |  |       |  |  |                 |  |  |              |  |
|                                |                           | Marguerite Herbeil             | Bertrand Herbeil           |  |  |       |  |  |                 |  |  |              |  |
|                                |                           | Marguerite Herbeil             | Anne Roques                |  |  |       |  |  |                 |  |  |              |  |
| Gioacchino Murat, Re di Napoli |                           | Marguerite Herbeil             |                            |  |  |       |  |  |                 |  |  |              |  |
|                                |                           | Pierre Loubières               | …                          |  |  |       |  |  |                 |  |  |              |  |
|                                |                           | Pierre Loubières               | …                          |  |  |       |  |  |                 |  |  |              |  |
|                                |                           | Pierre Loubières               | …                          |  |  |       |  |  |                 |  |  |              |  |
| Jeanne Loubières               |                           | Pierre Loubières               |                            |  |  |       |  |  |                 |  |  |              |  |
|                                |                           | Jeanne Viellescazes            | …                          |  |  |       |  |  |                 |  |  |              |  |
|                                |                           | Jeanne Viellescazes            | …                          |  |  |       |  |  |                 |  |  |              |  |
|                                |                           | Jeanne Viellescazes            | …                          |  |  |       |  |  |                 |  |  |              |  |
| Napoleone Luciano Murat        |                           | Jeanne Viellescazes            |                            |  |  |       |  |  |                 |  |  |              |  |
|                                | Giuseppe Maria Buonaparte | Sebastiano Nicola Buonaparte   |                            |  |  |       |  |  |                 |  |  |              |  |
|                                | Giuseppe Maria Buonaparte | Sebastiano Nicola Buonaparte   |                            |  |  |       |  |  |                 |  |  |              |  |
|                                | Giuseppe Maria Buonaparte | Maria Anna Tusoli di Bocagnano |                            |  |  |       |  |  |                 |  |  |              |  |
| Carlo Maria Buonaparte         | Giuseppe Maria Buonaparte |                                |                            |  |  |       |  |  |                 |  |  |              |  |
|                                |                           | Maria Saveria Paravicini       | Giuseppe Maria Paravicini  |  |  |       |  |  |                 |  |  |              |  |
|                                |                           | Maria Saveria Paravicini       | Giuseppe Maria Paravicini  |  |  |       |  |  |                 |  |  |              |  |
|                                |                           | Maria Saveria Paravicini       | Maria Angela Salineri      |  |  |       |  |  |                 |  |  |              |  |
| Carolina Bonaparte             |                           | Maria Saveria Paravicini       |                            |  |  |       |  |  |                 |  |  |              |  |
|                                |                           | Giovanni Geronimo Ramolino     | Giovanni Agostino Ramolino |  |  |       |  |  |                 |  |  |              |  |
|                                |                           | Giovanni Geronimo Ramolino     | Giovanni Agostino Ramolino |  |  |       |  |  |                 |  |  |              |  |
|                                |                           | Giovanni Geronimo Ramolino     | Angela Maria Peri          |  |  |       |  |  |                 |  |  |              |  |
| Maria Letizia Ramolino         |                           | Giovanni Geronimo Ramolino     |                            |  |  |       |  |  |                 |  |  |              |  |
|                                |                           | Angela Maria Pietrasanta       | Giuseppe Maria Pietrasanta |  |  |       |  |  |                 |  |  |              |  |
|                                |                           | Angela Maria Pietrasanta       | Giuseppe Maria Pietrasanta |  |  |       |  |  |                 |  |  |              |  |
|                                |                           | Angela Maria Pietrasanta       | Maria Giuseppa Malerba     |  |  |       |  |  |                 |  |  |              |  |
|                                |                           | Angela Maria Pietrasanta       |                            |  |  |       |  |  |                 |  |  |              |  |